# Articulação

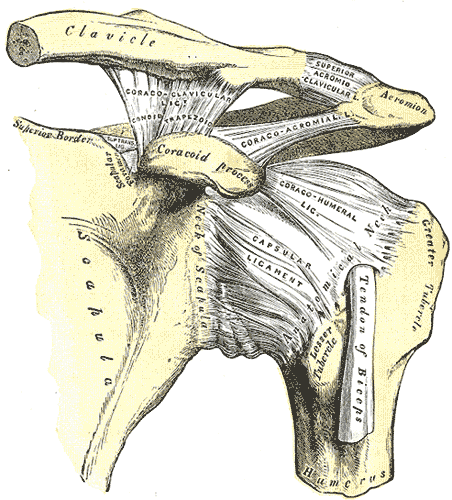
O ombro possui cinco importantes articulações. Por exemplo: a cavidade glenóide da escápula com a cabeça do úmero forma uma articulação do tipo enartrose/esferoide

As articulações (também denominadas popularmente por juntas) são conexões naturais existentes entre dois ou mais ossos, nos vertebrados, ou entre os artículos dos apêndices dos invertebrados.
Nos vertebrados superiores, as articulações móveis estão revestidas de cartilagem e incluem bolsas de fluido lubrificante. Podem ser sinoviais, fibrosas ou cartilagíneas.
A coluna vertebral é um exemplo de articulação semi-móvel. O crânio é um exemplo de articulação imóvel. O joelho é um exemplo de articulação móvel.

## Classificação

### Fibrosa ou sinartrose
Articulação fibrosa ou sinartrose (do latim sin sem, artrose movimento) é aquela que apresenta tecido fibroso interposto entre os ossos, podendo ser:
- Sutura - com pequena quantidade de tecido fibroso, como as que existem entre os ossos do crânio. De acordo com a as superfícies de contato são subdivididas em:[3][5]
  - Plana
  - Escamosa
  - Serreada
- Gonfoses – articulações fibrosas que ocorrem entre cavidades e saliências (ex. dentes e maxila, dentes e mandíbula).[3][5]
- Sindesmoses – articulações fibrosas ligadas por fibras colágenas ou lâminas de tecido fibroso - membrana interóssea (ex.rádio e ulna; tíbia e fíbula).[3][5]

### Cartilaginosa

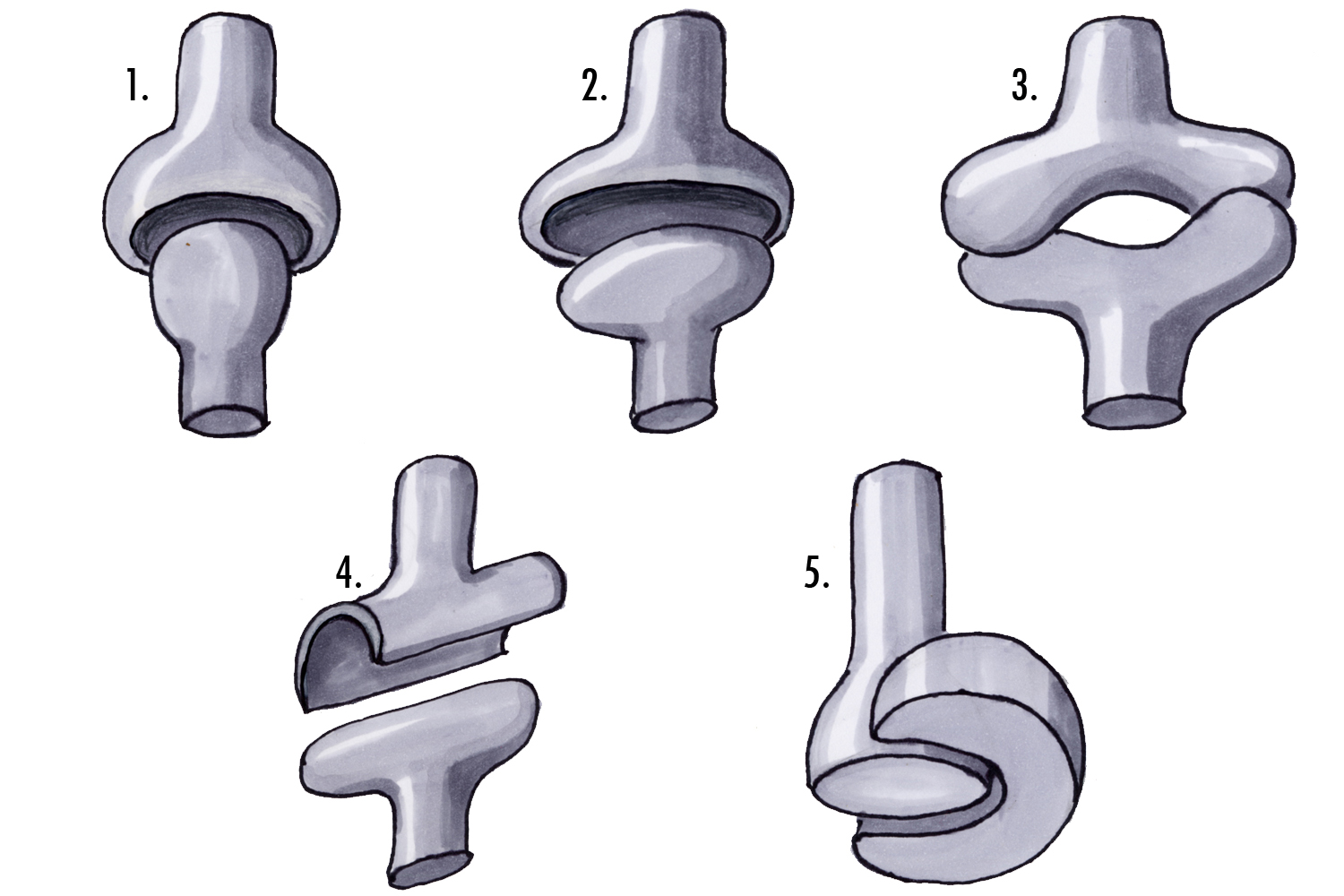
Diartroses: 1-Triaxial ou anertrose; 2-Condilar ou elipsóide; 3-Selar; 4-Gínglimo; 5-Gínglimo atípica ou dobradiça

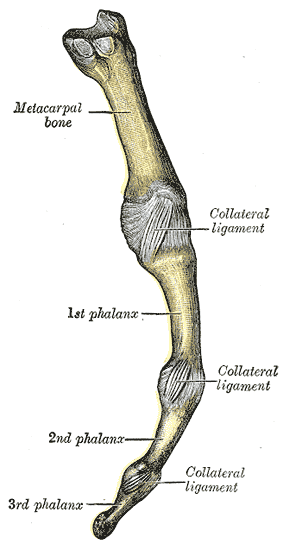
Entre as falanges dos dedos, as articulações são trocleares, similares a dobradiças. Já entre o metacarpo e a primeira falange, é do tipo condilar, permitindo mais movimentos

Anfiartroses são as que apresentam cartilagem entre os ossos:
- Sincondroses – ossos que possuem uma fina camada de cartilagem hialina ligando dois ossos. Muitas se alteram durante o desenvolvimento e podem desaparecer conforme os ossos se ossificam. Assim podem ser temporárias (como algumas do crânio) ou permanentes como as do corpo do esterno.[5][3]
- Sínfises ou anfiartroses – existe uma fibrocartilagem espessa interposta; sequência: osso-cartilagem-disco-cartilagem-osso. Exemplos: disco intervertebral e sínfise púbica).[3][5]

### Sinovial ou diartrose
Classificação de acordo com os eixos de movimento, e exemplos:
- Não-axial: movimento de deslizamento.[3][5]
- Uniaxial (1 eixo, 2 movimentos):[3][5]
  - Trocleartroses, gínglimo ou articulação em dobradiça (permite extensão e flexão): falanges, cotovelo.
  - Trocoide ou pivô (permite movimento de rotação, onde um osso desliza sobre outro fixo): articulações rádio-ulnar e atlanto-axial.
  - Artródia ou plana (deslizamento para frente e para trás): articulações dos ossos carpais e tarsais, articulação da mandíbula.
- Biaxial (2 eixos, 4 movimentos):[3][5]
  - Condilar ou elipsoide (extremidade côncava em contato com outra convexa, limitando o movimento): articulações atlanto-occiptal e entre o punho e o carpo.
  - Selar ou encaixe recíproco (relacionamento de extremidades de igual curvatura, permitindo a circundação): articulação carpo-metacarpal do polegar.
- Triaxial, esferoide ou enartrose (3 eixos, 6 movimentos): articulação do quadril.[3][5]
- Poliaxial (triaxial com maior mobilidade): articulação do ombro.[3][5]

#### Subtipos
- Enartroses ou esferoides – superfícies esféricas (ex: úmero e escápula)[3][5]
- Trocartroses ou trocoides – superfícies cilíndricas (ex: rádio e ulna)[3][5]
- Trocleartroses ou gínglimos – forma de dobradiça (ex: úmero e ulna)[3][5]
- Condilartroses ou elipse – superfícies elípticas (ex: úmero e rádio)[3][5]
- Efipiartroses ou sela de montar – encaixe recíproco entre os ossos (ex: articulacao trapezio-primometacarpica)[3][5]
- Artrodias, deslizamento, planas ou irregulares – superfícies planas (ex: todas entre os carpos)[3][5]

### Discordante
Apresentam algo na articulação para que os ossos concordem:
- Meniscartroses – apresentam uma fibrocartilagem que aumenta a superfície articular e a torna mais côncava (ex. joelho)
- Heteroartroses – exemplo entre o atlas e o áxis.